# Deutsche Bahn
Deutsche Bahn AG (acronim DB) este cea mai mare societate feroviară de transporturi (călători și marfă), logistică și tehnica rețelelor din Germania. Printre altele, DB administrează și rețeaua de trenuri de mare viteză Intercity-Express.
A luat ființă în 1994 prin fuzionarea căilor ferate germane de până atunci din RFG, Deutsche Bundesbahn, și cele rămase de la RDG, Deutsche Reichsbahn. La ora actuală (2012) DB este un concern format din peste 1.000 de întreprinderi.
Este o societate pe acțiuni (în germană: Aktiengesellschaft, scurt AG) cu 480 milioane de acțiuni. Toate acțiunile sunt deținute de stat și nu se tranzacționează la bursă. Este vorba, deci, de o întreprindere de stat, organizată însă conform legilor întreprinderilor private pe acțiuni.
Inițial compania și-a avut sediul central în Frankfurt am Main, iar în anul 1996 acesta a fost relocat în Potsdamer Platz din Berlin. Deutsche Bahn ocupă etajul 26 din clădirea de birouri Bahntower, creată de arhitectul Helmut Jahn⁠(en)[traduceți]. 
Richard Lutz este atat CEO cat si CFO al companiei. Acesta a preluat conducerea companiei în luna martie 2017, după demisia lui Rüdiger Gruber în luna ianuarie a aceluiași an.

## Vezi și
- Linia de cale ferată de mare viteză Hanovra-Würzburg

## Legături externe
- Site web oficial